# آرون کوک

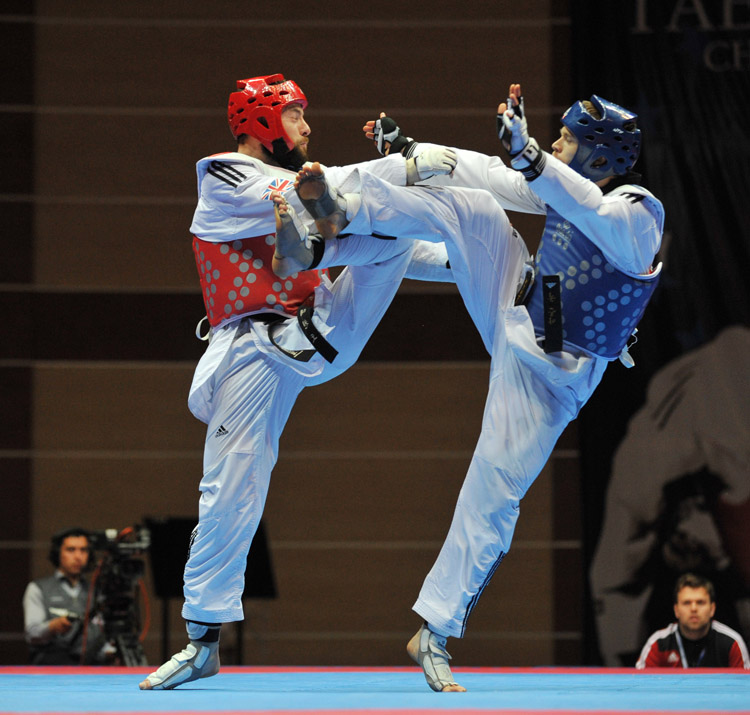
آرون کوک (آبی) - ۲۰۱۴

آرون کوک (انگلیسی: Aaron Cook؛ زادهٔ ۲ ژانویهٔ ۱۹۹۱) یک تکواندوکار اهل بریتانیا - مولداوی است.
وی که متولد شهر دورچستر در انگلستان است ابتدا به نمایندگی این کشور در مسابقات تکواندو اروپا و جوانان جهان شرکت میکرده توانسته است دو مدال طلا در سال‌های ۲۰۱۰ و ۲۰۱۲ در مسابقات اروپایی کسب کند اما وی در سال ۲۰۱۴ به نمایندگی جزیره من در مسابقات اروپا شرکت و مدال طلا وزن ۸۰ کیلوگرم را به‌دست آورد، کوک باز هم با تغییر ملیت در سال ۲۰۱۵ از طرف کشور مولداوی در مسابقات جهانی تکواندو ۲۰۱۵ حضور یافت و مدال برنز وزن ۸۰ کیلوگرم را کسب کرد.